# Conductancia

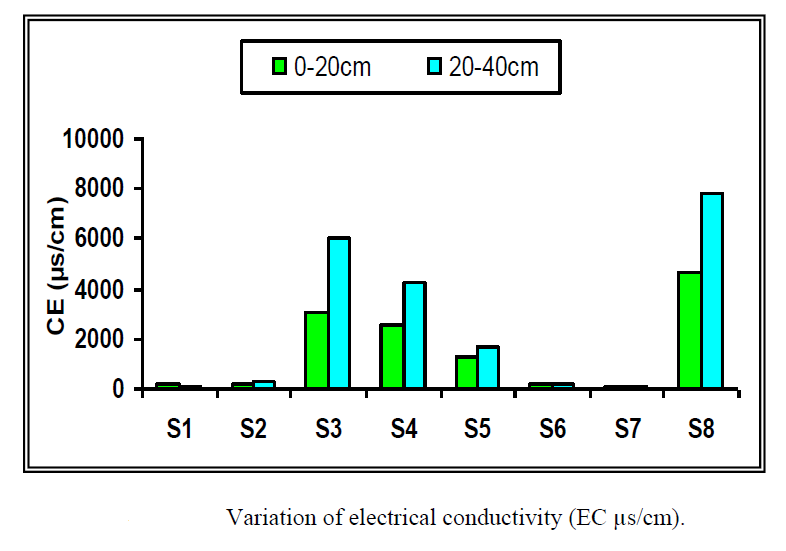
Conductancia eléctrica

En el campo de la electricidad, se denomina conductancia (símbolo G) a la facilidad que ofrece un material al paso de la corriente eléctrica, es decir, que la conductancia es la propiedad inversa de la resistencia eléctrica. Se mide en siemens (S).
No debe confundirse con conducción, que es el mecanismo mediante el cual las cargas fluyen, o con conductividad, que es la conductancia específica de un material.
Este parámetro es especialmente útil a la hora de tener que manejar valores de resistencia muy pequeños, como es el caso de los conductores eléctricos.

## Relación con otras magnitudes
Como ya se mencionó, la relación entre la conductancia y la resistencia está dada por:
{\displaystyle G={\frac {1}{R}}={\frac {I}{V}}\,}
donde:
G es la conductancia (viene del inglés gate),
R es la resistencia en ohmios,
I es la corriente en amperios,
V es el voltaje en voltios.
(Nota: esta relación solo es aplicable en el caso de circuitos puramente resistivos.)
Para el caso reactivo, la conductancia se puede relacionar con la susceptancia y la admitancia mediante la siguiente ecuación:
{\displaystyle Y=G+jB\,}
o por:
{\displaystyle G=\mathrm {Re} (Y)\,}
donde
Y es la admitancia,
{\displaystyle j} es la unidad imaginaria,
B es la susceptancia.